# Trąbka francuska
Trąbka francuska  (Tubaria romagnesiana Arnolds) – gatunek grzybów należący do rodziny Tubariaceae.

## Systematyka i nazewnictwo
Pozycja w klasyfikacji według Index Fungorum: Tubaria, Tubariaceae, Agaricales, Agaricomycetidae, Agaricomycetes, Agaricomycotina, Basidiomycota, Fungi.
Nazwę polską zaproponował Władysław Wojewoda w 2003 roku.

## Występowanie
Znane jest występowanie trąbki francuskiej w niektórych krajach Europy. W piśmiennictwie naukowym na terenie Polski do 2003 r. podano dwa stanowiska (Poznań 1998 i Turew 2002). Jej rozprzestrzenienie w Polsce i częstość występowania nie są znane. 
Saprotrof. W Polsce zanotowano występowanie w ogrodzie botanicznych i w zaroślach, na ziemi, wśród mchów i traw. 